# 黄金圈
黄金圈是一条冰岛南部的旅游线路，从雷克雅未克到冰岛南部高地，往返约300公里。该地区包含冰岛大多数旅游和旅游相关活动。
线路上的三个主要停靠点是辛格韦德利国家公园、居德瀑布、和赫伊卡达勒地热区，包括盖锡尔和斯特罗屈尔间歇泉。虽然盖锡尔间歇泉已经休眠多年，但是斯特罗屈尔间歇泉仍然每5-10分钟喷发一次。 其他停靠点包括 Kerið 火山口、惠拉盖尔济镇、斯考尔霍特主教座堂，以及内夏韦德利地热站和 Hellisheiðarvirkjun 地热发电厂。
“黄金圈”的名称是线路的营销术语，源于居德瀑布，在冰岛语中的意思是“黄金瀑布”。

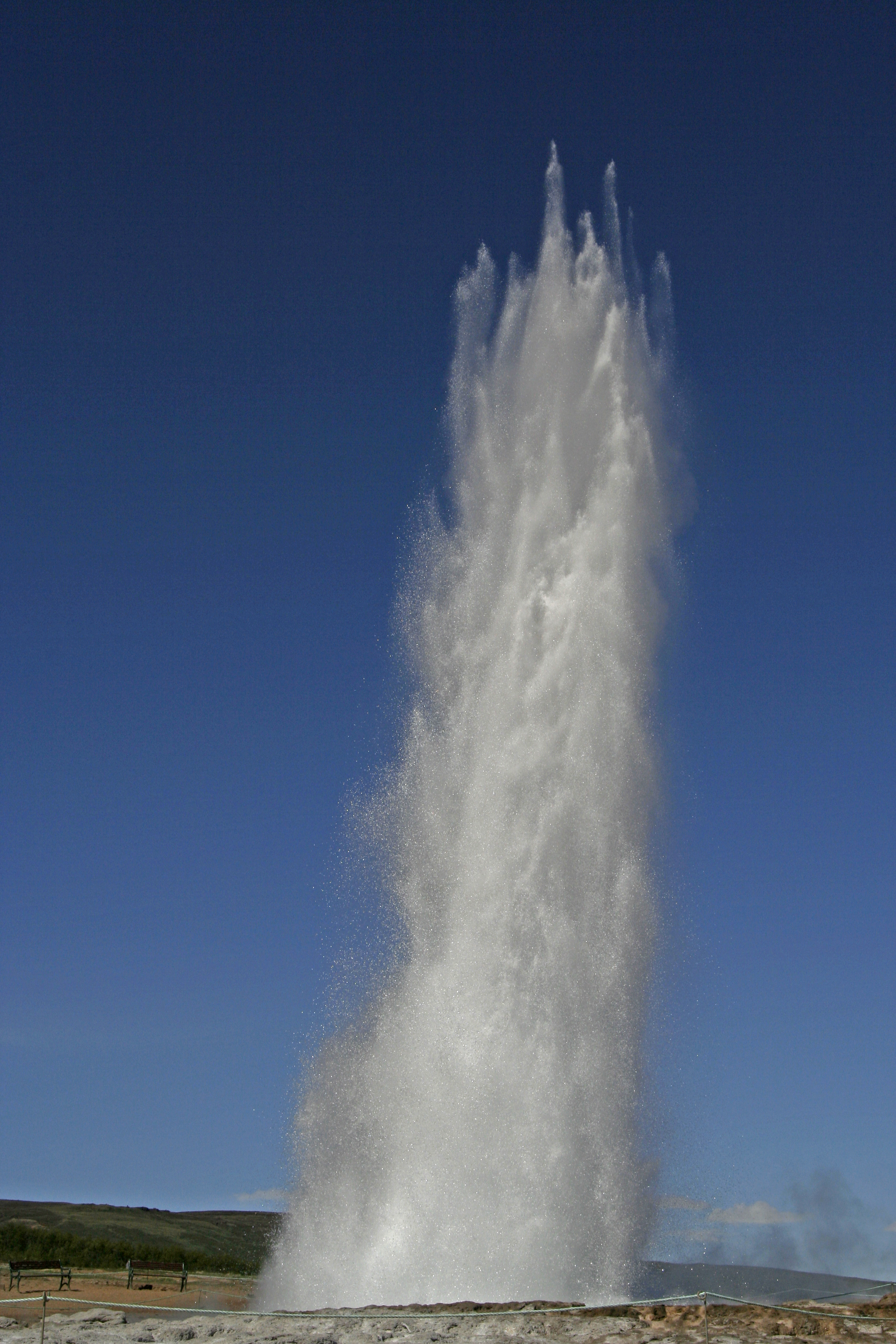
斯特罗屈尔间歇泉
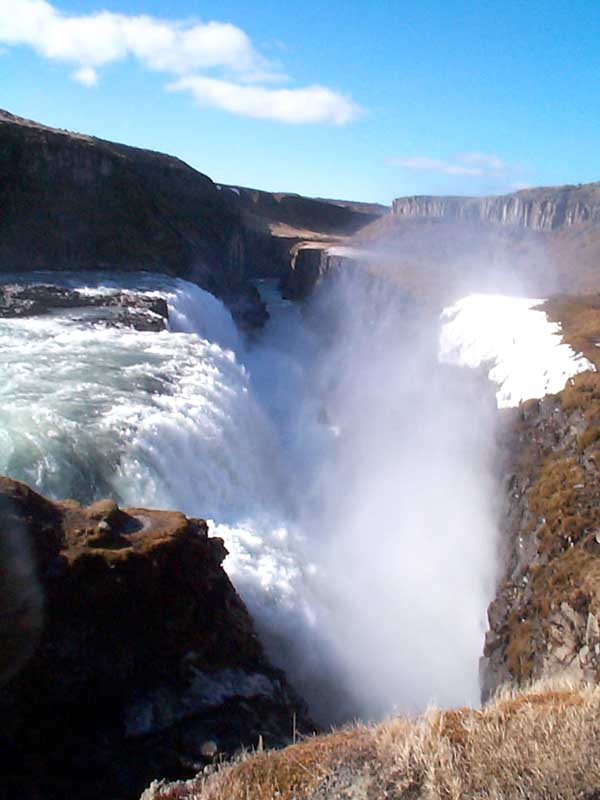
居德瀑布
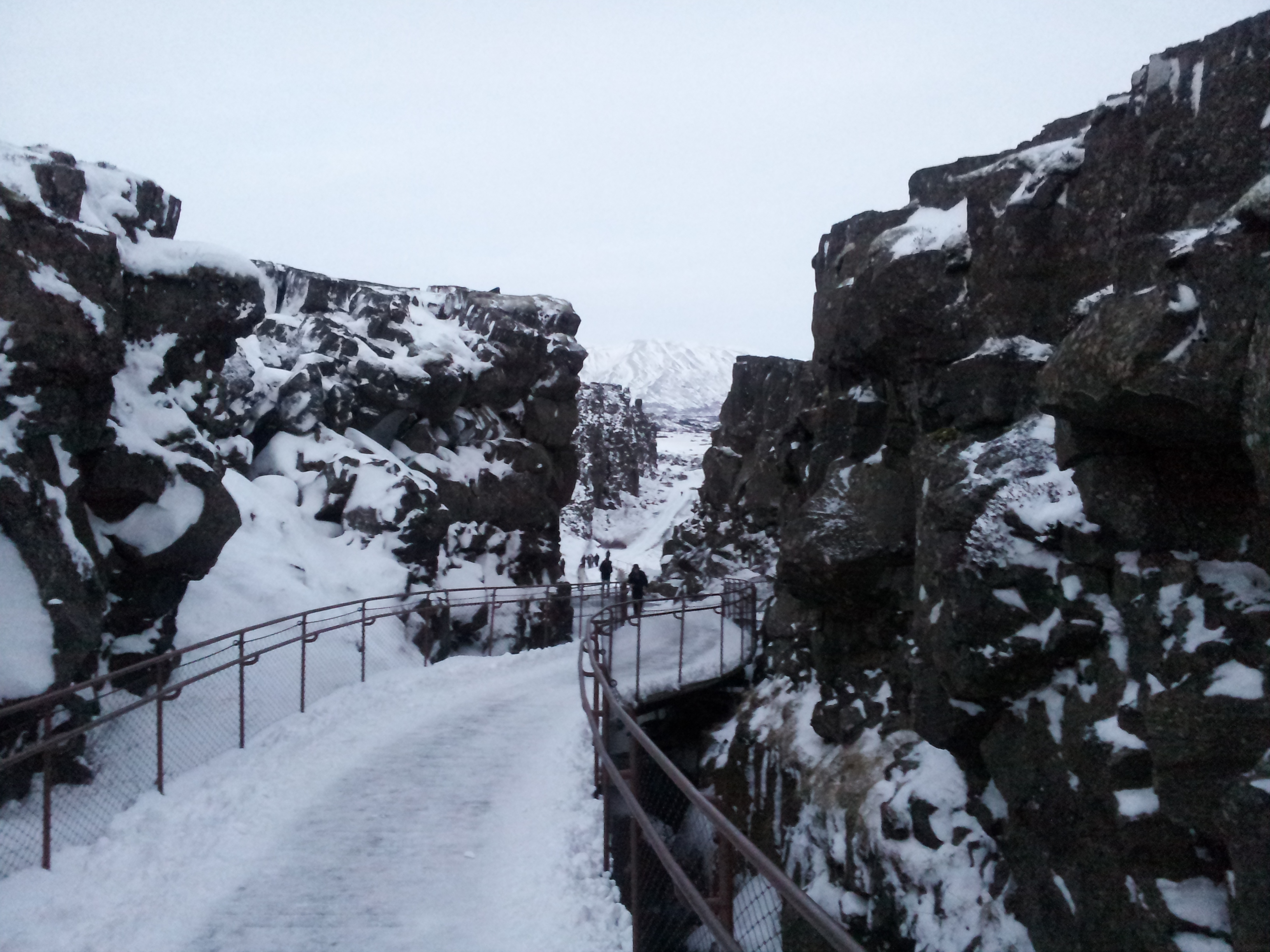
辛格韦德利国家公园